# ジュゼッペ・ガッザニーガ

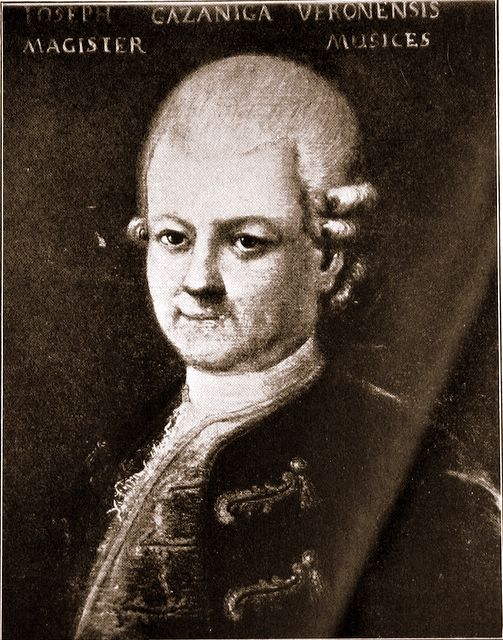
ジュゼッペ・ガッザニーガ

ジュゼッペ・ガッザニーガまたはガッツァニーガ（Giuseppe Gazzaniga, 1743年10月5日 - 1818年2月1日）はイタリアの作曲家。ジョヴァンニ・ベルターティの台本による歌劇《ドン・ジョヴァンニ》（1787年）の成功によって有名。
ヴェローナ出身。当初は聖職を目指したが、ヴェネツィアで、次いでニコラ・ピッチンニにナポリで師事して音楽を学ぶ。後にクレマ大聖堂の教会楽長として一生を送った。
ガッザニーガの《ドン・ジョヴァンニ》は、モーツァルトがダ・ポンテの台本で《ドン・ジョヴァンニ》を作曲する際に参考にした（あるいはダ・ポンテが台本を作成する際に、ベルターティの台本を参考にした）と言われる。